# Ngolo Diarra
Pour les articles homonymes, voir Ngolo et Diarra.
Ngolo Diarra est un roi du Royaume bambara de Ségou, probablement né en 1718 à Niola et mort en 1790 dans le Riziam à l'âge de 72 ans.

## Biographie
Ngolo a été donné par son oncle comme « captif » au roi fondateur du royaume de Ségou, Biton Coulibaly, en échange du paiement de l'impôt auquel étaient soumis les parents du jeune Ngolo. Le jeune homme sera ensuite adopté comme fils par une des femmes de Biton, puis, après son affranchissement, Ngolo Diarra s’empare du trône en 1766 après des années d'anarchie ayant suivi la mort de Biton Coulibaly. 
Ngolo Diarra est le premier roi de la dynastie Diarra plus connu sous le nom Ngolosi.
Avant de devenir roi, Ngolo était un des chefs de guerre des Tondjons (« serviteurs du Ton ») de l'armée de Biton Coulibaly. Il lui donne une de ses filles en mariage.
Il rétablit l’ordre dans le royaume en confiant le commandement des différentes localités à ses fils. Il nomme à la tête du commandant de son armée son fils adoptif, Bambougou N'tji, qui ne règnera pas car il est tué au cours d'une guerre. Ngolo avait beaucoup d'affection pour lui.
Ngolo Diarra meurt à Riziam (dans l’actuel Burkina Faso) en 1790 ou 1792, en rentrant de campagne contre les Mossi. Certains disent qu'il est mort empoisonné. Son fils Monzon Diarra lui succède. Ce qui entraînera des conflits entre ses fils pour accéder au trône.
Une recherche récente basée sur l'écriture en 1791 de Tamerlan, un esclave lettré à Saint Domingue (aujourd'hui Haïti) a dévoilé Ngolo Diarra, qui étudia à Tombouctou dans sa jeunesse, comme l'inventeur de l'alphabet N'Ko écrivant les langues Mandingues. Tamerlan était un prêtre animiste et l'enseignant du fils aîné de Ngolo Diarra, le prince Bambougou N'Dji. Il accompagnait ce prince bien-aimé quand il a été tué, Tamerlan fut lui capturé puis vendu en esclavage.